# Pseudophegopteris yunkweinensis
Pseudophegopteris yunkweinensis är en kärrbräkenväxtart som först beskrevs av Ren-Chang Ching, och fick sitt nu gällande namn av Ren-Chang Ching. Pseudophegopteris yunkweinensis ingår i släktet Pseudophegopteris och familjen Thelypteridaceae. Inga underarter finns listade.